# Asociația Islandeză de Fotbal
Asociația Islandeză de Fotbal (islandeză Knattspyrnusamband Íslands; KSÍ) este forul conducător oficial al fotbalului în Islanda, cu sediul în Reykjavík. Este afiliată la FIFA din 1947 și la UEFA din 1954.